# Biosphère profonde
La biosphère profonde est la partie de la biosphère située sous les premiers mètres de la surface.
Selon les données scientifiques actuellement disponibles, elle s'étend au moins jusqu’à 5 kilomètres sous la surface continentale et jusqu’à 10,5 kilomètres sous la surface de la mer. Elle englobe les trois domaines de la vie et sa diversité génétique semble comparable à celle de la surface. Cette vie peut souvent se passer d'oxygène (anaérobiose) et se base alors sur le soufre.

## Éléments de définition
La biosphère profonde s'est développée sur un substrat non éclairé et pas ou très peu oxygéné, dans les fonds marins ou dans la croûte terrestre.
Pour le fond marin, une définition opérationnelle du sous-sol profond est la région qui n'est pas pénétrée par l'eau de mer ou bioturbée par les animaux ; c'est généralement à environ un mètre ou plus sous la surface. Sur les continents, il se situe en dessous de quelques mètres, sols non compris. Les organismes de cette zone sont parfois appelés intraterrestres,.  Les principaux milieux géologiques où ces formes de vie ont été trouvées comprennent les sédiments océaniques, les sous-sols ignés avec un flux de fluides actif en milieu marin, ainsi que les roches sédimentaires et les systèmes aquifères en milieu terrestre. La biosphère profonde abrite une grande diversité de procaryotes et de leurs virus, on considère actuellement qu’elle représente plus de la moitié des microbes de la Terre et constituant le plus grand réservoir de carbone et d'azote.

## Histoire scientifique
Dans les années 1920, à l’Université de Chicago, le géologue Edson Bastin cherche à comprendre, dont avec l'aide du microbiologiste Frank Greer, pourquoi l’eau extraite des champs pétrolifères contient du sulfure d’hydrogène et des bicarbonates, deux produits chimiques classiquement synthétisés par des bactéries. Dans ce cas mais[Quoi ?] l'eau provenait d'une profondeur où la chaleur et la pression sont considérées comme trop importantes pour permettre la vie.
Ces deux chercheurs ont été capables de cultiver des bactéries anaérobies sulfato-réductrices dans l'eau, démontrant ainsi que les produits chimiques avaient une origine bactérienne,,.
Toujours dans les années 1920, Charles Lipman, microbiologiste de l'Université de Californie (Berkeley) note que des bactéries enfermées dans des bouteilles scellées durant 40 ans pouvaient être réanimées (phénomène dit d'anhydrobiose). Il se demande alors s'il en va de même pour les bactéries présentes dans les veines de charbon. Il stérilise des échantillons de charbon, les mouille les broie et réussit ensuite réussi à cultiver des bactéries à partir de la poussière de ce charbon. La procédure de stérilisation (chauffage du charbon à 160 °C jusqu'à 50 heures) a en fait encouragé leur croissance. Il a publié ces résultats en 1931,.
De premières études sur la vie souterraine sont menées par Claude E. Zobell, le "père de la microbiologie marine", de la fin des années trente aux années cinquante [9]. Bien que la profondeur de carottage soit alors limitée, des microbes sont trouvés partout où les sédiments sont échantillonnés,. Et plus la profondeur augmente, plus les microbes aérobies cèdent la place aux anaérobies.
La plupart des biologistes ont d'abord refusé de croire qu'une vie profonde existait, notamment après le naufrage du submersible Alvin (1968) après qu'on a retrouvé des restes de repas ne montrant aucun signe de décomposition microbienne. Ceci a renforcé la vision d'une mer profonde (et par extension du sous-sol) abiotiques, faisant que l'étude de la biosphère profonde a été mise en sommeil durant des décennies, hormis chez quelques microbiologistes soviétiques qui ont commencé à se considérer comme des géomicrobiologistes.
L'intérêt pour la vie souterraine réapparait quand le département de l'Énergie des États-Unis cherchait un moyen sûr d'enfouir les déchets nucléaires, car Frank J. Wobber s'est rendu compte que des microbes vivant profondément sous la surface pourraient interagir avec des déchets ou leur conteneurs enfouis.
Il a lancé un programme de science de subsurface pour étudier la vie profonde.
Pour résoudre le problème des risques de contamination des échantillons, un équipement spécial a été conçu pour minimiser le contact entre une carotte et le fluide de forage lubrifiant le foret. De plus, des traceurs ont été ajoutés au fluide de forage afin qu'on puisse vérifier s'il avait contaminé l'échantillon.
En 1987, plusieurs puits de forage ont été forés près du site de la rivière Savannah, et des micro-organismes abondants et diversifiés sont trouvés jusqu'à au moins 500 mètres sous la surface.
De 1983 à 2003, des microbiologistes trouvent et étudient de nombreuses cellules dans les carottes de forage du programme de forage des océans.
Un groupe dirigé par John Parkes (Université de Bristol) signale des taux de 10⁴ à 10⁸ cellules par gramme de sédiment jusqu'à une profondeur de 500 mètres (les sols agricoles contiennent environ 10⁹ cellules par gramme), ce qui suscite initialement un certain scepticisme (il faudra 4 ans à son équipe pour publier ces résultats).
En 1998, William Whitman et ses collègues publient le résumé de 12 ans de données dans les Actes de la National Academy of Sciences, estimant que près de 95% de tous les procaryotes (archées et bactéries) vivent dans le sous-sol profond, dont 55% dans le sous-sol marin et 39% dans le sous-sol terrestre.
En 2002, ODP Leg 201 se met en quête de la vie profonde alors que les explorations précédentes avaient presque toujours concerné les marges continentales. L'objectif était donc de forer en haute mer à des fins de comparaison,.